# Sergi Aguilar
Sergi Aguilar i Sanchis (Barcelona, 24 de abril de 1946) es un escultor, orfebre, dibujante y fotógrafo español. 
En el inicio de su actividad artística se dedicó a la joyería, con un estilo vanguardista e innovador. Desde 1974 compaginó esta labor con la escultura, que ha practicado igualmente con un fuerte sello innovador, especialmente en cuanto a formas y materiales. También practica el dibujo y la fotografía.

## Biografía

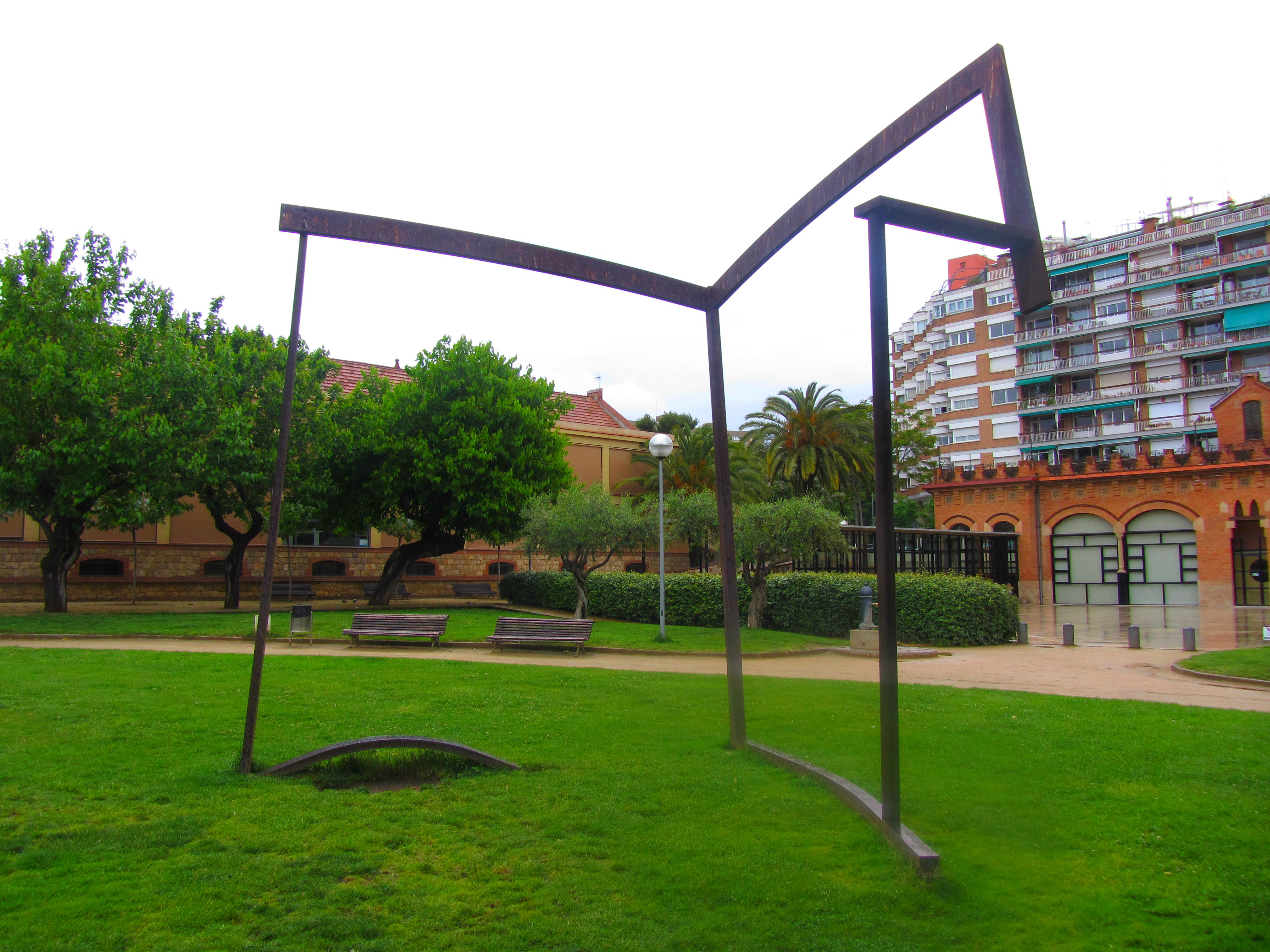
Límite interior. Libro abierto, Jardines de la Maternidad (1987).

Estudió en la Escuela Massana y en el Conservatori de les Arts del Llibre de Barcelona (1962-67). Entre 1968 y 1971 fue trasladándose por diversas ciudades, como París, Londres, Praga, Stuttgart y Menorca. Su primera labor profesional fue en el terreno de la joyería (1968-73), donde ya empezó a desarrollar las premisas básicas de la que sería su escultura, practicada desde 1972. Sus primeras obras fueron en bronce, latón y mármol, con un estilo posminimalista influido por el constructivismo ruso y la obra de escultores como Julio González, Jorge Oteiza, Eduardo Chillida y Constantin Brâncuși. En su obra tienen especial relevancia la naturaleza y la geometría, conceptos desde los que desarrolla su idea del espacio, a través del que establece un diálogo entre el objeto y su entorno. Desde 1980 experimentó con otras técnicas, como el collage, y otros materiales, como el hierro, la madera, el acero y el aluminio, y desde 1990 trabajó también con dibujos, fotografías, mapas y planos topográficos, que le sirven para plasmar su concepción del espacio y el paisaje. Desde mediados de los 90 trabajó también con cartón, fieltro y corcho, y utilizó frecuentemente la mezcla de hierro y madera, con la que consigue un profundo diálogo entre lo natural y lo artificial, entre formas y acabados de naturaleza opuesta pero intensa expresión artística.
Aguilar ha realizado exposiciones individuales y colectivas tanto en España como en numerosos países, especialmente europeos, pero también en Estados Unidos y Japón. Su obra se encuentra en los mejores museos y galerías de arte contemporáneo, como el Guggenheim Museum, el MACBA, el MNCARS, el Kunsthalle Mannheim, la Fundación La Caixa y la Fundación Juan March. En 1980 obtuvo el "Premio Cáceres de Escultura".
El escultor barcelonés ha ejercido también la docencia, así como ha impartido conferencias, cursos y seminarios en diversas instituciones y centros educativos. Fue presidente de la AAVC (Associació d'Artistes Visuals de Catalunya) entre 1996 y 2002, y de la UAAV (Unión de Asociaciones de Artistas Visuales) entre 2004 y 2007. Actualmente es director de la Fundación Suñol de Barcelona.

## Obras

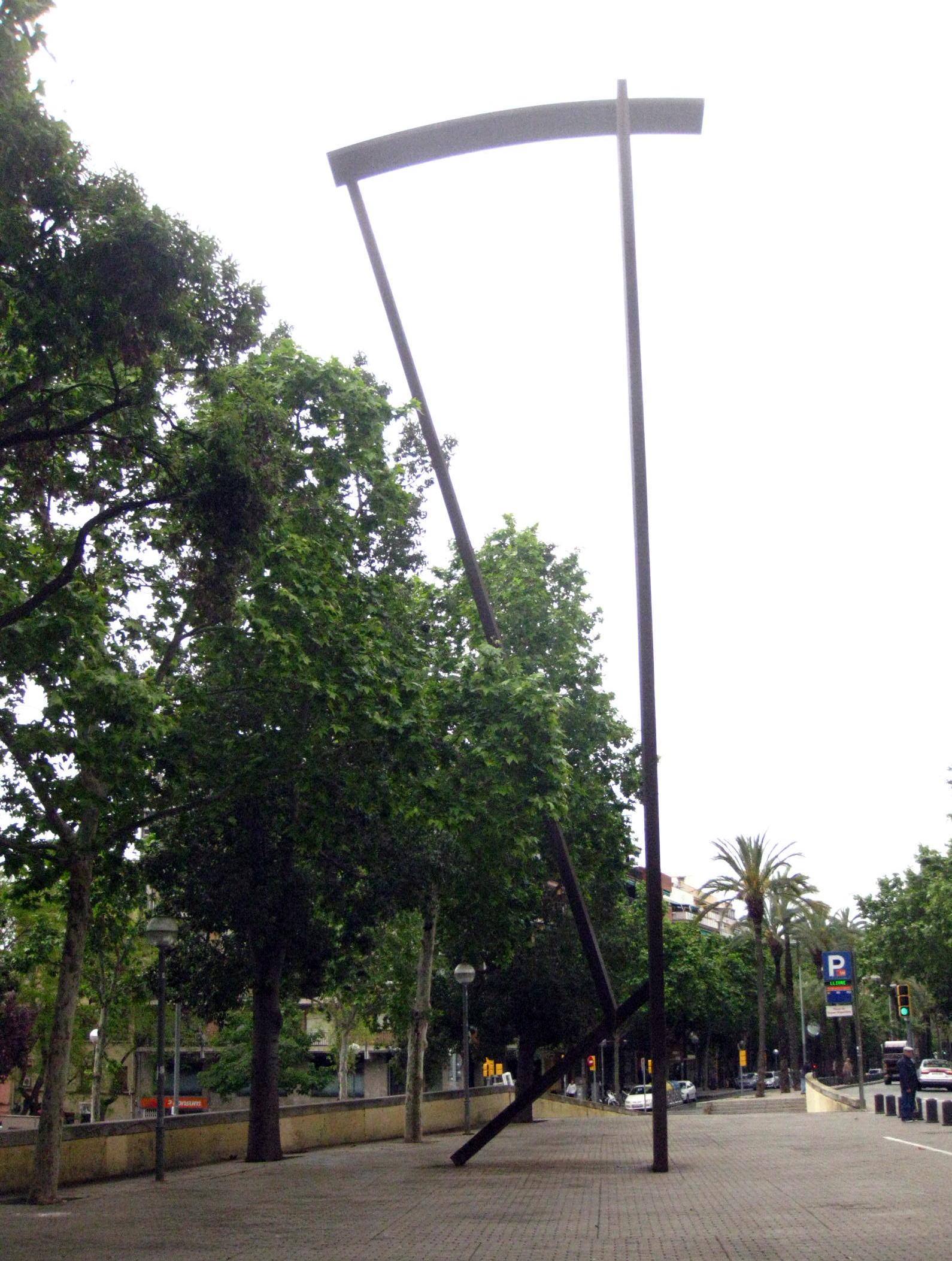
Julia (A los nuevos catalanes), Vía Julia, Barcelona (1986).

- Julia (A los nuevos catalanes), Vía Julia, Barcelona (1986).
- Sense retorn núm. 2, Estación de Francia, Barcelona (1986).
- Límite Interior. Libro abierto, Jardines de la Maternidad, Barcelona (1987).
- Fourteen, Jardín de Esculturas de la Fundación Daurel, Pueblo Español, Barcelona (1988).
- IT 1, Jardín de Esculturas de la Fundación Daurel, Pueblo Español, Barcelona (1990).
- Conversación, Biblioteca Cotxeres de Borbó, Barcelona (1992).
- Marca de agua – Homenaje a Carlos Barral, Vilaseca (1992).
- D.T., Jardín de Esculturas, Montjuïc, Barcelona (2002).
- El paso de las nubes, Parque del Prado, Vitoria (2003).